# Allogalumna filiger
Allogalumna filiger är en kvalsterart som beskrevs av Hammer 1962. Allogalumna filiger ingår i släktet Allogalumna och familjen Galumnidae. Inga underarter finns listade i Catalogue of Life.